# Aija Andrejeva
Aija Andrejeva, coneguda pel seu nom artístic com a Aisha (Ogre, 16 de gener de 1986), és una cantant letona, que va representar el seu país en el Festival de la Cançó d'Eurovisió 2010 celebrat a Oslo, Noruega, en el qual va aconseguir un últim lloc per al seu país a la semifinal.
El 27 de febrer de 2010, Andrejeva va guanyar la preselecció letona, l'Eirodziesma, amb la cançó "What for? (only Mr. God knows why)", la qual es va quedar amb la majoria dels vots del públic i del jurat.

## Discografia
- "Tu un es" (2006)
- "Viss kārtībā, Mincīt!" (2008)
- "Dvēselīte" (2009)